# Ivan Kamenec
 (novembre 2021).
La mise en forme du texte ne suit pas les recommandations de Wikipédia : il faut le « wikifier ».
Les points d'amélioration suivants sont les cas les plus fréquents. Le détail des points à revoir est peut-être précisé sur la page de discussion.
- Les titres sont pré-formatés par le logiciel. Ils ne sont ni en capitales, ni en gras.
- Le texte ne doit pas être écrit en capitales (les noms de famille non plus), ni en gras, ni en italique, ni en « petit »…
- Le gras n'est utilisé que pour surligner le titre de l'article dans l'introduction, une seule fois.
- L'italique est rarement utilisé : mots en langue étrangère, titres d'œuvres, noms de bateaux, etc.
- Les citations ne sont pas en italique mais en corps de texte normal. Elles sont entourées par des guillemets français : « et ».
- Les listes à puces sont à éviter, des paragraphes rédigés étant largement préférés. Les tableaux sont à réserver à la présentation de données structurées (résultats, etc.).
- Les appels de note de bas de page (petits chiffres en exposant, introduits par l'outil «  Source ») sont à placer entre la fin de phrase et le point final[comme ça].
- Les liens internes (vers d'autres articles de Wikipédia) sont à choisir avec parcimonie. Créez des liens vers des articles approfondissant le sujet. Les termes génériques sans rapport avec le sujet sont à éviter, ainsi que les répétitions de liens vers un même terme.
- Les liens externes sont à placer uniquement dans une section « Liens externes », à la fin de l'article. Ces liens sont à choisir avec parcimonie suivant les règles définies. Si un lien sert de source à l'article, son insertion dans le texte est à faire par les notes de bas de page.
- La présentation des références doit suivre les conventions bibliographiques. Il est recommandé d'utiliser les modèles {{Ouvrage}}, {{Chapitre}}, {{Article}}, {{Lien web}} et/ou {{Bibliographie}}. Le mode d'édition visuel peut mettre en forme automatiquement les références.
- Insérer une infobox (cadre d'informations à droite) n'est pas obligatoire pour parachever la mise en page.

Pour une aide détaillée, merci de consulter Aide:Wikification.
Si vous pensez que ces points ont été résolus, vous pouvez retirer ce bandeau et améliorer la mise en forme d'un autre article.
Ivan Kamenec (né le 27 août 1938) est un historien slovaque.

## Biographie
Kamenec est né dans une famille juive à Nitra le 27 août 1938 et a grandi à Janova Ves (cs) .  Son père, un ingénieur civil a réussi à obtenir une exception économique aux déportations de 1942, au cours desquelles la plupart des Juifs slovaques ont été envoyés dans les camps d'extermination. Kamenec a évité la reprise des persécutions antijuives pendant et après le soulèvement national slovaque en se cachant avec sa famille dans un bunker de septembre 1944 à avril 1945, lorsque la Slovaquie a été libérée par l'Armée rouge. Il a fréquenté l'école secondaire à Topoľčany. Il est diplômé de la Faculté de philosophie de l'Université Comenius à Bratislava en 1961. Il a ensuite travaillé aux Archives centrales de l'État slovaque à Bratislava et au Musée national slovaque à Bratislava. Actuellement, il travaille à l'Institut d'histoire de l'Académie slovaque des sciences. Il est président de la section slovaque de la Commission commune tchéco-slovaque des historiens et membre du conseil d'administration du Centre de documentation sur l'Holocauste. Le thème principal de ses recherches scientifiques est l'histoire politique et culturelle de la Slovaquie au XXe siècle. Il traite notamment de l'histoire de la Première République slovaque des années 1939-1945, du système politique et des élites politiques et culturelles. C'est un érudit respecté dans le domaine de l'Holocauste en Slovaquie et son ouvrage Sur la piste de la tragédie fait partie des ouvrages de base dans ce domaine.  Le travail a été écrit dans les années 1970 mais n'a été publié qu'en 1991  parce que le sujet était tabou en Tchécoslovaquie pendant l'ère communiste.
Certains des critiques de Kamenec ont utilisé son héritage juif pour rejeter son travail universitaire. En raison de la nature controversée de son travail, il a reçu des menaces de mort. Cependant, Kamenec a déclaré au Slovak Spectator qu'il ne le prenait pas au sérieux car ces personnes ne sont pas représentatives de la société slovaque.
Kamenec a reçu le Rad Ľudovíta Štúra (sk), première classe, par le président de la Slovaquie en janvier 2017 pour ses contributions à la discipline académique de l'histoire et à la promotion des droits de l'homme et de la démocratie.

### Monographies
- (sk) Ivan Kamenec, Začiatky marxistického historického myslenia na Slovensku. (Historizmus a jeho úloha v slovenskom revolučnom robotníckom hnutí) [« Les débuts de la pensée historique marxiste en Slovaquie. (L'histoire et son rôle dans le mouvement ouvrier révolutionnaire slovaque) »], 1984.
- (sk) Ivan Kamenec, Po stopách tragédie [« Sur les traces de la tragédie »], 1991.
- (sk) Ivan Kamenec, Slovenský stat (1939-1945) [« L'État slovaque (1939-1945 »], 1992.
- (hu) Ivan Kamenec, Trauma : Az első Szlovák Köztársaság (1939-1945) [« Trauma : The Slovak State (1939-1945) »], 1993.
- (sk) Ivan Kamenec, Tragédia politika, kňaza a človeka. (Dr Jozef Tiso 1887-1947) [« Tragédie d'un homme politique, d'un prêtre et d'un homme (Dr. Jozef Tiso 1887-1947) »], 1998.
- (sk) Ivan Kamenec, Hľadanie a blúdenie contre dejinách. vahy, túdie a polemiky. [« Chercher et errer dans l'histoire. Considérations, études et controverses »], 2000.
- (pl) Ivan Kamenec, Tragedia polityka, księdza i człowieka. (Jozef Tiso 1887-1947) [« Tragédie d'un homme politique, d'un prêtre et d'un homme (Dr. Jozef Tiso 1887-1947) »], 2001.
- (en) Ivan Kamenec, Sur les traces de la tragédie. L'Holocauste en Slovaquie, 2007.
- (sk) Ivan Kamenec, Slovenský štát v obrazoch (1939-1945) [« L'État slovaque en images »], 2008.

### Ouvrages collectifs et éditions de documents
- (sk) Ivan Kamenec, Na spoločnej ceste [« Sur le voyage commun »], 1988.
- (sk) Ivan Kamenec, Dejiny Slovenska [« Histoire de la Slovaquie »], vol. 5 (1918-1945), 1985.
- (sk) Ivan Kamenec, Dejiny Slovenska [« Histoire de la Slovaquie »], vol. 6 (1945-1960), 1988.
- (sk) Ivan Kamenec, Politické étranger à Slovensku 1860–1989 [« Partis politiques en Slovaquie 1860-1989 »], 1992.
- (sk) Ivan Kamenec, Vatikán a Slovenská republika (1939-1945) [« Le Vatican et la République slovaque (1939-1945). Documents. »] (Documents), 1992.
- (hu) Ivan Kamenec, Jozef Tiso. Tanulmanya [« Jozef Tiso. Étude »], 1997.
- (sk) Ivan Kamenec, Historik contre un prêtre. Laudatio Ľubomírovi Liptákovi [« Historien dans le temps et l'espace. Laudatio pour Ľubomír Lipták »], 2000.
- (sk) Ivan Kamenec, Holokaust na Slovensku : Prezident, vláda, Snem SR a tátna rada o židovskej otázke (1939-1945). Dokumenty. [« L'Holocauste en Slovaquie : Président, Gouvernement, Diète et Conseil d'État de la République slovaque sur la question juive (1939-1945) »], vol. 2 (Documents), 2003.
- (sk) Ivan Kamenec, Holokaust na Slovensku : Židovské pracovné tábory a strediská na Slovensku 1938-1944. Dokumenty. [« L'Holocauste en Slovaquie : Camps de travail et centres de villégiature juifs en Slovaquie 1938-1944 »] (Documents), 2004.

## Récompenses
- 1999 Prix international littéral de EE Kisch.
- 2008 Prix de l'Académie slovaque des sciences pour les travaux de vulgarisation scientifique.
- 2012 Scientifique de l'année 2012 dans la catégorie « Reconnaissance des réalisations de toute une vie en République slovaque ».
- 2017 Ordre Ľudovít Štúr, 1re classe

## Lectures complémentaires
- (sk) Z dejín demokratických a totalitných režimov na Slovensku a v Československu v 20. storočí. Historik Ivan Kamenec 70-ročný, Historický ústav SAV, 2008, 413 p. (ISBN 978-80-969782-6-7)